# Omedla FC
Der Omedla Football Club ist ein Fußballverein aus Addis Abeba in Äthiopien. Der Verein spielte in der höchsten nationalen Liga, der äthiopischen Premier League, gewann dort im Jahr 1979 die nationale Meisterschaft.

## Geschichte
Der Omedla FC wurde als Polizeiverein gegründet und holte im Jahr 1959 mit dem Pokalsieg seinen ersten Titel. Der Verein hatte eine Partnerschaft mit dem Lycée Guebre-Mariam, einer internationalen Schule in Addis Abeba. Darunter entwickelten sich auch einige junge Fußballspieler heraus. Darunter Mohamed Awad, Nationalspieler und Sieger des Afrika-Cup 1962 und Yilma Ketema, der erste äthiopische Fußballspieler, der professionell in Europa und Nordamerika unterwegs war. In der Liga wurde der Verein 1964 Vize-Meister hinter Ethio-Cement. Im Jahr 1979 gewann der Verein das erste Mal die äthiopische Fußballmeisterschaft.
Nach einem 3. Tabellenplatz in der Saison 1996 war lange nichts mehr über den Verein bekannt, seit mindestens der Spielzeit 2020/21 spielte der Verein in der Ethiopian Higher League. In der Saison 2024/25 stieg Omedla in die dritte Liga ab.

## Titel und Erfolge
- Äthiopische Premier League (1×): 1979
- Äthiopischer Pokal (2×): 1959, 1978

## Bekannte Spieler
- Mohamed Awad
- Yilma Ketema